# Deutsch-Indische Gesellschaft
Die Deutsch-Indische Gesellschaft (DIG) ─ Indo-German Society ist ein im Jahr 1953 gegründeter Verein mit Sitz in Stuttgart, der sich der Pflege der Beziehungen zwischen Indien und Deutschland widmet. Diese allgemeine Zweckbestimmung umschreibt ein breit gefächertes Feld von Aktivitäten, das sich auf die Kultur, Politik, Wirtschaft und Gesellschaft Indiens in Vergangenheit und Gegenwart und den gegenseitigen Verbindungen zwischen den beiden Ländern erstreckt. Dazu gehört auch, das Zusammenleben mit Personen indischer Abstammung in Deutschland mitzugestalten.

## Geschichte
Am 11. September 1942 wurde die Deutsch-Indische Gesellschaft in Hamburg als eingetragener Verein gegründet. Die Gründungsversammlung fand im vornehmen Hotel Atlantic im Beisein von hochrangigen Vertretern des Auswärtigen Amts, der Stadt Hamburg, der Wehrmacht, Wirtschaft und Wissenschaft statt. Der politische Charakter dieser Vereinsgründung war offensichtlich. Als prominenter Gast und Festredner war auch Subhash Chandra Bose anwesend, eine der zentralen Figuren der indischen Unabhängigkeitsbewegung und großer Gegenspieler von Jawaharlal Nehru und Mahatma Gandhi. Bose wollte mit militärischen Mitteln den Kampf gegen die britische Kolonialmacht führen und versuchte, ein Bündnis mit der deutschen Regierung unter Hitler zu schmieden. Bose hielt sich von April 1941 bis Februar 1943 in Deutschland auf, seine Bemühungen blieben jedoch erfolglos.
Die Leitung der Gesellschaft lag ausschließlich in deutschen Händen. Zum ersten Vorsitzenden wurde Carl Vincent Krogmann, zunächst Erster Bürgermeister, später Leiter der Gemeindeverwaltung der Stadt Hamburg und überzeugter Nationalsozialist, gewählt. Die Aktivitäten der Gesellschaft blieben nach Maßgabe des Auswärtigen Amtes auf Hamburg und Umgebung beschränkt. Der Gesellschaft wurde 1951 durch Beschluss des Amtsgerichtes Hamburg die Rechtsfähigkeit entzogen. Die Neugründung erfolgte zwei Jahre später im November 1953. Der Hamburger Indologe Ludwig Alsdorf, der zu den Beratern S. C. Boses gehörte, übernahm das Amt des Vorsitzenden.
Bereits am 5. Juni 1953 war in Stuttgart unter dem Vorsitz von Adalbert Seifriz, Wilhelm Lutz und Georg Heine ― Seifriz und Lutz gehörten als Legionsadjutant bzw. Hauptmann der von Bose aufgestellten ‚Indischen Legion’ der Deutschen Wehrmacht an ― die Deutsch-Indische Studiengesellschaft als Verein beim Registergericht eingetragen worden. Ihr Name wurde am 12. August 1958 in Deutsch-Indische Gesellschaft e. V. geändert. In den Jahren danach bildeten sich dank der Förderung durch die Landesregierung Baden-Württembergs und auch der Bundesregierung in vielen Städten der Bundesrepublik Deutschland unter dem Dach dieser Gesellschaft sogenannte Zweiggesellschaften (ZG). Heute bestehen Zweiggesellschaften in Aachen, Berlin, Bochum, Bodensee, Bonn, Köln, Darmstadt-Frankfurt, Düsseldorf, Essen, Freiburg, Hagen, Hamburg, Hannover, Heidelberg, Karlsruhe, Kassel, Kiel, Lübeck, Mainz, Miesbach/Oberbayern, Münster, Nürnberg, Schwäbisch Hall, Stuttgart und Winsen/Luhe.

## Aufgaben und Ziele der DIG
Die Deutsch-Indische Gesellschaft e.V. (DIG) – Indo-German Society (die erneute Namensänderung erfolgte im Oktober 1973) sieht ihre allgemeine Aufgabe in der Pflege der Beziehungen zwischen Indien und Deutschland. Sie versteht sich als gesellschaftliche Mittlerorganisation, die darauf zielt, die Beziehungen zwischen Deutschland und Indien durch vielfältige Aktivitäten mitzugestalten. Dazu zählen auch die vielfältigen Verbindungen zwischen Deutschen und in Deutschland lebenden Inderinnen und Indern. Als Nichtregierungsorganisation ist sie den teilweise rigiden Begrenzungen der offiziellen Politik enthoben, obwohl sie in engem Kontakt mit dieser steht. Sie ist in der Gesellschaft aktiv, organisiert Veranstaltungen und Projekte verschiedener Art und versucht auch, den Dialog mit Entscheidungsträger und Organisationen in Indien und Deutschland zu pflegen und zu vertiefen. Sie unterhält darüber hinaus Beziehungen zu den Indo-German Societies in Indien. Die DIG möchte der deutschen Öffentlichkeit ein differenziertes Bild Indiens in Geschichte und Gegenwart vermitteln, sowohl der Kultur und Gesellschaft als auch der Politik und Wirtschaft.
Die Gesellschaft gliedert sich – gemäß der Satzung – in die Gesellschaft selbst mit Sitz in Stuttgart und deren Zweiggesellschaften. Sie wird von einem Vorstand vertreten, der alle drei Jahre von den Delegierten der Zweiggesellschaften gewählt wird. Der Beirat berät und unterstützt den Vorstand und die Zweiggesellschaften in ihrer Arbeit. Für die laufenden Geschäfte der Gesellschaft besteht eine Bundesgeschäftsstelle in Stuttgart. Sie unterstützt und koordiniert die Aktivitäten der Zweiggesellschaften, leistet Öffentlichkeitsarbeit und arbeitet mit Verbänden und Organisationen der Wirtschaft zusammen. Der Gesellschaft gehören derzeit 25 Zweiggesellschaften mit knapp 1450 Mitgliedern in ganz Deutschland an. Mit ihren Aktivitäten vor Ort tragen sie entscheidend zur Pflege der deutsch-indischen Beziehungen und der Vermittlung indischen Kulturguts in Deutschland bei. Die einzelnen ZGs besitzen ein hohes Maß an Eigenständigkeit und Registrierung als eingetragener Verein.
Die einzelnen Zweiggesellschaften veranstalten je nach Zusammensetzung ihrer Mitglieder Vorträge und Seminare zu den verschiedenen Themen der indischen Gesellschaft und organisieren indische Tanz- und Musikdarbietungen. Sie bieten ein Forum für persönliche Kontakte bei gemeinsamen Veranstaltungen – so auch anlässlich indischer und deutscher Festtage. Auch die Zusammenarbeit mit indischen Vereinen in Deutschland gehört zu den Aufgaben der Zweiggesellschaften.
Die Vierteljahreszeitschrift Indo-Asia berichtete als Organ der DIG in den Jahren 1959 bis 1998 schwerpunktmäßig über aktuelle politische Entwicklungen in Indien, aber auch in anderen Ländern Süd- und Südostasiens, und die vielfältigen Aspekte indischer Kunst und Kultur sowie über die Aktivitäten der Zweiggesellschaften. Die Zeitschrift war von Giselher Wirsing, dem nicht unumstrittenen, national-konservativen Chefredakteur von Christ und Welt, begründet und im Auftrag der DIG von ihm herausgegeben worden. Ihm folgte nach seinem Tod im September 1975 seine Frau Gisela Bonn nach. Das Erscheinen von Indo-Asia wurde im Jahr 1998 aus finanziellen Gründen eingestellt.

## Vorstand der DIG
- Vorsitzender: Dr. Jürgen Morhard
- Stellv. Vorsitzender: Herbert Lang
- Stellv. Vorsitzender: Angelika Hoff
- Schatzmeisterin: Hermann Mühleck
- Vorstandsmitglied: Shany Mathew
- Vorstandsmitglied: Jubin Shah
- Vorstandsmitglied: Christina Bühler

(Stand September 2024)

## Beirat der DIG
Vorsitzende ist Cornelia Mallebrein. Weitere Beiräte sind Poonam Choudhry, Clemens Jürgenmeyer und Jaswinder Rath.

## Rabindranath-Tagore-Kulturpreis
Seit 1986 wird alle drei Jahre der von der Deutsch-Indischen Gesellschaft e.V. gestiftete Rabindranath-Tagore-Literatur- bzw. Rabindranath-Tagore-Kulturpreis vergeben. Anfangs wollte die DIG damit die Übertragung indischer Literatur ins Deutsche und die Vermittlung der Kultur des alten und gegenwärtigen Indien im deutschen Sprach- und Kulturraum honorieren. Durch die Erweiterung des Preises sollen nun deutschsprachige Autoren und Kulturschaffende ausgezeichnet werden, die auf besondere Weise dazu beigetragen haben, einem deutschsprachigen Publikum den Geist und das Leben Indiens näher zu bringen. Über die Vergabe des Preises entscheidet eine Jury, die aus Indien-Experten und DIG-Mitgliedern besteht und vom Vorstand der Gesellschaft berufen wird. Der Tagore-Preis ist mit 5.000 € dotiert und kann geteilt werden. Bisherige Preisträger sind u. a.: Lothar Lutze, Günther-Dietz Sontheimer, Martin Kämpchen, Margit Gatzlaff, Wolfgang Schumann, Dietmar Rothermund, Tatiana Oranskaia.

## Gisela-Bonn-Preis / Gisela Bonn Award
Der Indian Council of Cultural Relations (ICCR) hat 1996 den Gisela-Bonn-Preis gestiftet, um das langjährige Wirken der Journalistin Gisela Bonn zu würdigen. Er wird jährlich für besondere Leistungen auf dem Gebiet der deutsch-indischen Beziehungen verliehen und soll vor allem die Arbeit von jungen Wissenschaftlern und Journalisten honorieren. Der Preis ist an kein bestimmtes Thema gebunden und deckt sowohl die politischen und ökonomischen als auch die kulturellen Aspekte der Beziehungen beider Staaten ab. Dem Vorsitzenden der Deutsch-Indischen Gesellschaft e.V. obliegt der Vorsitz der Jury. Die bisherigen Preisträger sind unter anderem: Margot Gatzlaff, Roland Beer, Herbert Lang, Christian Weiß, Britta Petersen, Heike Oberlin und Hans Harder.

## Indienrede
Seit 2017 findet auf der Jahreshauptversammlung die sogenannte Indienrede statt, die von namhaften Indienkennern zu wichtigen Aspekten der indischen Kultur und Gesellschaft gehalten wird. Die Reden werden auf der Homepage der DIG veröffentlicht.

## Hilfsprojekte
Traditionell fördern die Zweiggesellschaften unterschiedliche Hilfsprojekte in Indien. Dazu gehören z. B. Schulen und Internate, handwerkliche Ausbildungsstätten, die Förderung der Gleichstellung der Frau in der Familie, die Unterstützung und den Aufbau von Gesundheits-, Fürsorge- und Rehabilitationszentren sowie die Entwicklung von Dorfentwicklungsprogrammen.

## Indienstiftung
Um die vielfältigen Aufgaben der Gesellschaft zu unterstützen, hat die DIG am 25. August 2001 die Indien-Stiftung der DIG ins Leben gerufen. Als Förderstiftung hat sie angesichts schwindender öffentlicher und privater Zuschüsse die Aufgabe, die finanzielle Basis der DIG zu stärken, indem sie Gelder zu beschaffen versucht und die Erträgnisse des Stiftungskapitals der DIG zuführt.